# Moulin Ruwet
De Moulin Ruwet (ook: Moulin de Kerweer) is een watermolen op de Bolland, gelegen in de tot de Belgische gemeente Dalhem behorende plaats Feneur, aan Voie des Fosses 61. De molen is op speciale dagen open voor het publiek.
Deze middenslagmolen fungeerde als korenmolen, die 250 kg graan per uur kon verwerken.

## Geschiedenis
Sedert 1638 stond een watermolen op deze plaats. De jaartallen 1724 en 1768 werden in de molen aangebracht. De molen was tot 1990 dagelijks in bedrijf. Van 1988-1993 werd hij gerestaureerd. Ook het brede middenslagwerk en de maalinrichting bleven intact.